# 直角小仰蝽
直角小仰蝽（学名：Anisops kuroiwae）为仰蝽科小仰蝽屬下的一个种。